# メシバナ。
『メシバナ。』は、2010年3月7日から9月26日までTBSほかで放送されていたミニ番組である。マルコメの一社提供。

## 番組内容
月替わりのゲストが、食べ物をテーマに語り合う。ナレーションは土井敏之アナ（TBSアナウンサー）。
番組ホームページでは、その週に登場した食べ物のレシピが掲載される。（レシピ担当は松田美智子）

## 出演者
出演者は、放送月に行われる何らかのイベントの関係者である。
- 2010年3月 - 森山未來・永島敏行・穂のか（舞台「変身」のキャスト）
- 2010年4月 - 片岡鶴太郎・河口恭吾・鎧塚俊彦（片岡はこの月個展を開催）
- 2010年5月 - 西村雅彦・飯島直子・デビット伊東（舞台「ナンシー」のキャスト）
- 2010年6月 - 寺脇康文・森公美子・中川晃教（舞台「X day」のキャスト）
- 2010年7月 - 錦戸亮・ともさかりえ・鈴木福・井上順（映画「ちょんまげぷりん」のキャスト）
- 2010年8月 - 石丸謙二郎・佐戸井けん太・音尾琢真（舞台「スリー・ベルズ」のキャスト）
- 2010年9月 - 生瀬勝久・東山紀之・吉沢悠（テレビドラマ「GM〜踊れドクター」のキャスト）

## 放送時間
- 2010年3月7日 - 3月28日 - 日曜日 12:54 - 13:00
- 2010年4月4日 - 9月26日 - 日曜日 11:40 - 11:45

## 放送局
- TBS
- 毎日放送